# Баковая аристократия
«Баковая аристократия» — собирательное прозвание привилегированной части корабельного унтер-офицерского состава (писарей, фельдшеров, баталёров и т. п.) среди нижних чинов Русского императорского флота.
Традиционно на кораблях дореволюционного флота бак был единственным местом, где рядовым матросам разрешалось курить. Кроме этого на баке матросы имели обыкновение собираться для проведения свободного времени, петь песни и развлекаться. При этом наиболее привилегированная часть команды — содержатели корабельного имущества, баталёры, корабельные фельдшеры и др. — имели обыкновение держаться отдельно, за что весь остальной личный состав иронически называл их «баковой аристократией». В парусную эпоху она состояла в основном из специалистов с унтер-офицерскими званиями и боцманов, в начале XX века к ним примкнули кондукторы.